# Xanadu
Xanadu, mai magyar átírás szerint Sangtu (Shangdu, pinjin hangsúlyjelekkel: Shàngdū; egyszerűsített kínai: 上都; hagyományos kínai: 上都; Wade–Giles-átírással: Shang-tu) Kubiláj mongol nagykán Jüan-dinasztiájának egykori fővárosa, majd nyári fővárosa. A város nevének jelentése magyarul: Felső (északi) főváros.
Régebbi, Marco Polo nyomán Ramusio által elterjedt írásmódja Xandu, illetve Xanadu, később egyes magyar forrásokban a mongol írásmód szerint: Sandu (Šandu). Marco Polo Kamenfu néven is említi, ami a korabeli perzsa átírása a Kaipingfunak (Kaiping (开平, Kāipíng)), azaz a „béke városának”, amely a város neve volt 1264-ig, amikor is Sangtura nevezték át. Ma a Jüanok Északi Fővárosának romjai néven emlegetik (元上都). Világörökségi helyszín.

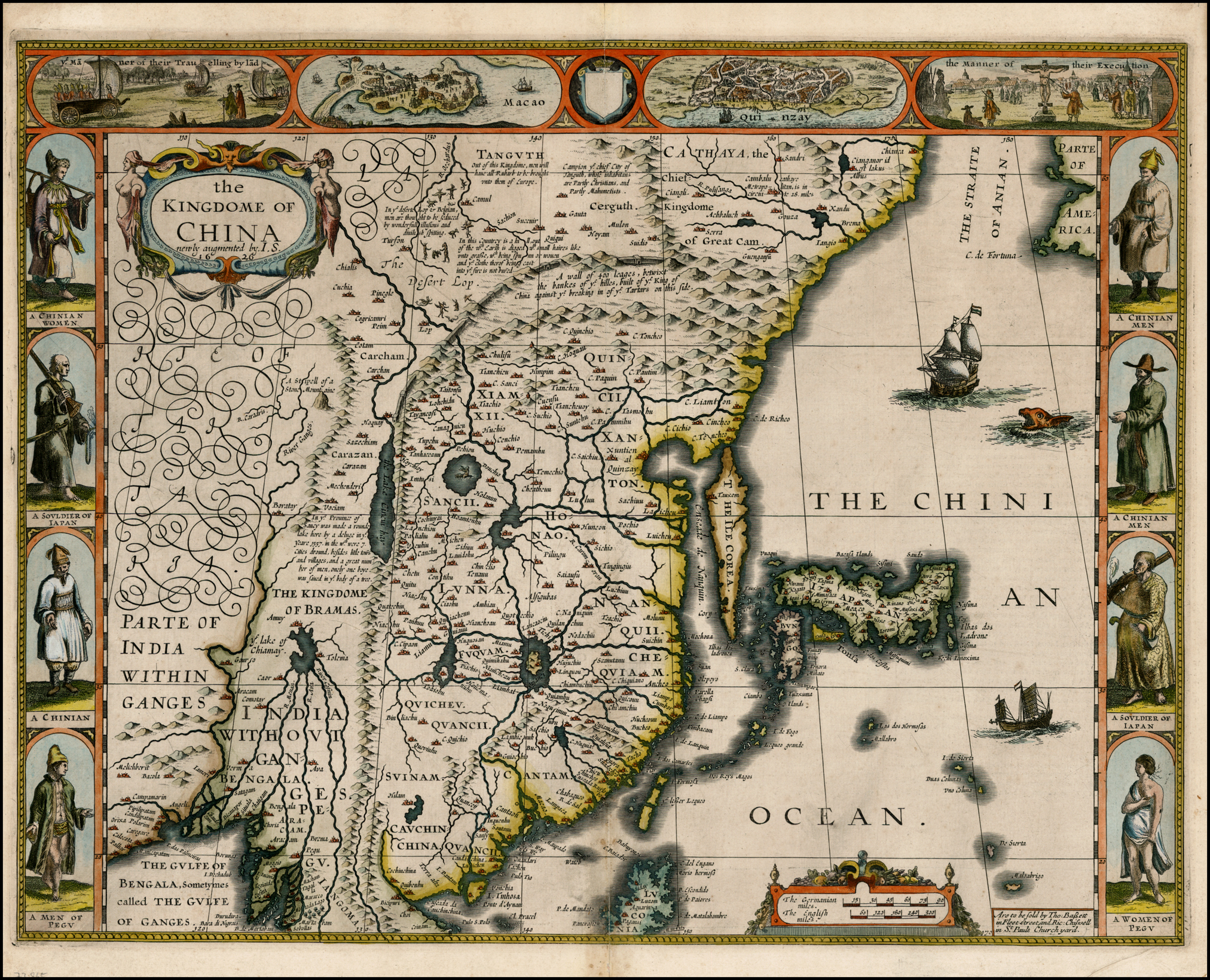
John Speed 1626-os Kína térképén

Xanadu elhelyezkedésével kapcsolatosan félreértések és viták merültek fel az újkorban, főleg a kínai városnevek átírási pontatlanságai és hasonló hangzása miatt, Marco Polo azonban pontosan megnevezi, hogy Kubiláj nyári fővárosáról van szó, és részletes leírást ad mesés gazdagságáról. A többi, később az újkorban lehetőségként felmerült várost legfeljebb csak megemlíti. Egyértelműen beszámol arról is, hogy Kambaluk, a mai Peking másik város.

## Alapítása
Kubiláj kán a város tervezésével a nagy kínai építészt, polihisztort, Liu Ping-csungot (劉秉忠, Liu Bingzhong) bízta meg, aki 1252–1256 között végezte el a tervezési feladatokat, és 1256-ban kezdték el az építkezést.
1260-tól Kubiláj kán, a Jüan-dinasztia alapítójának fővárosa. 1264-től nevezték Sangtunak (addig Kaipingfu). Kubiláj később Tatuba (Dadu, Daidu, a mai Peking) helyezte át a fővárosát, amelyet Kambalugnak nevezett át. Ettől kezdve Sangtu nyári főváros. Marco Polo a nyári fővárosban, Sangtuban találkozott először Kubilájjal.

## Pusztulása
1368-ban ide menekült a mongol Jüan-dinasztia utolsó császára, Huj Cung (mongol neve: Toghon Temur), mikor Csu Jüan-csang (később Hung-vu néven a Ming-dinasztia első császára) felkelők élén elfoglalta Pekinget.
A felkelők a következő évben Sangtut is megostromolták és lerombolták.

## Marco Polo beszámolója a városról

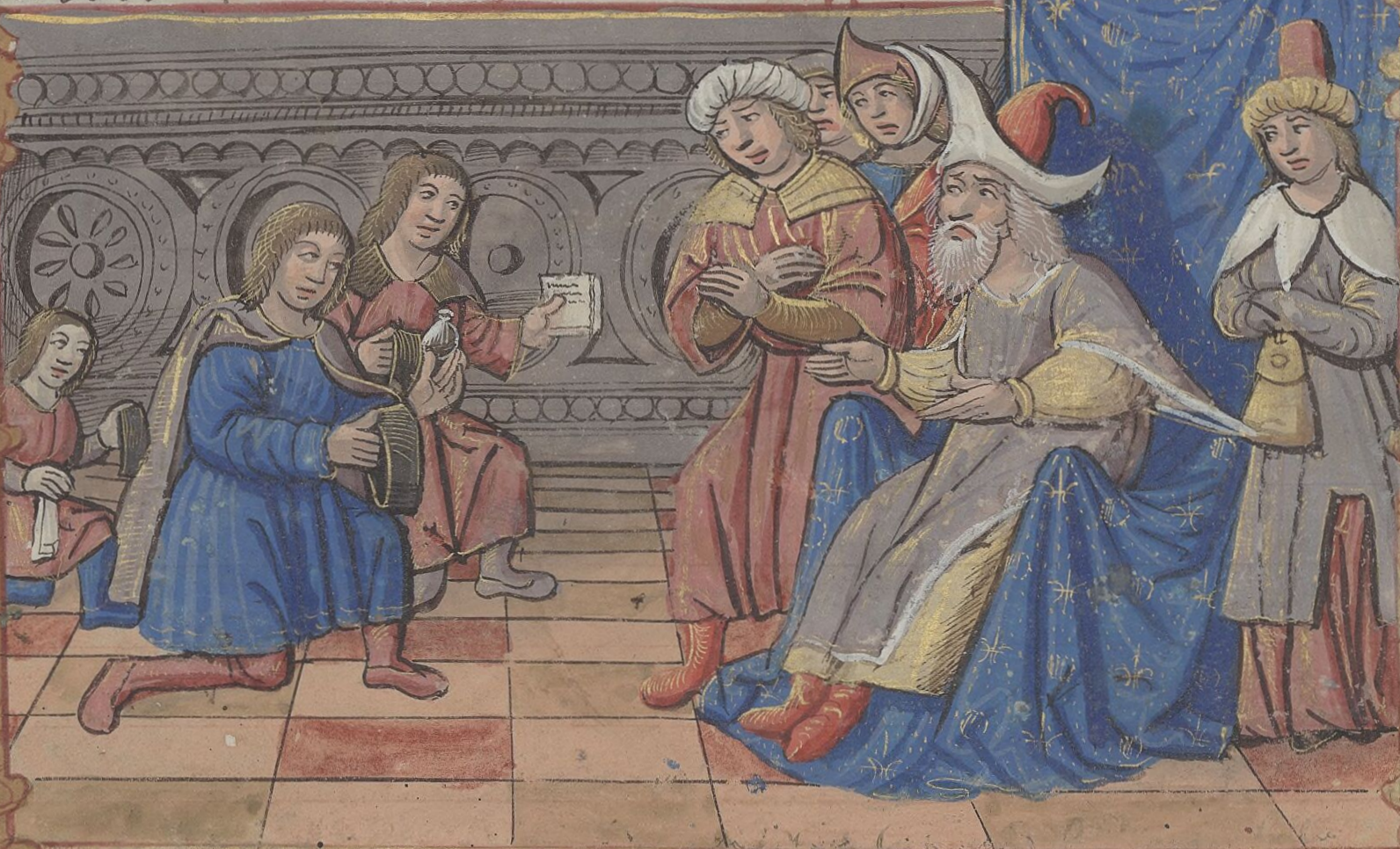
Marco Polo apjával és nagybátyjával Kubiláj kán előtt Xanaduban

## Marco Polo beszámolója a városról[4]
„...Ha a legutóbb említett várostól három napig utaztok északkeleti és északi irányban, Sandu városába érkeztek, melyet a most uralkodó kán, név szerint Kubiláj kán építtetett. Csodálatos, márványból és kőből rakott palota áll itt, melynek egyik vége a város közepén van, a másik pedig a városfalakig nyúlik. Termei, szobái és folyosói aranyszínűek, és festett emberi, állati és madáralakokkal díszesek, sokféle fával és virággal vannak ékesítve, olyan művészien, hogy gyönyörűséggel és ámulattal szemlélhetitek. A palotát fal veszi körül, melynek kerülete tizenhat mérföld, úgyhogy mind a kimenetel, mind a bemenetel csak ennek kapuin keresztül történik, mivel az egész vár módjára van megerősítve; a körülzárt parkban források, folyók és vízesések vannak, gyönyörű rétekkel és bokrokkal, mindenféle vadállattal; ezek azonban nem ragadozók, hanem szarvasok, vadkecskék és bölények, amelyeket a császár hozatott ide és helyezett itt el; az állatok húsából kerül ki a kerecsensólymok és ölyvek tápláléka, melyeket seregestül tart itt: csak a kerecsensólyomból kétszázat, az ölyvekről nem is beszélve. A kán minden héten megnézi madarait, amelyeket kalitkában tartanak. Néha pedig egy leopárd kíséretében vágtat keresztül a parkon, s a szelídített dúvad lovának zablájához van kötve. Ha meglát egy állatot, amely felkelti érdeklődését, ráuszítja leopárdját. S miután az a vadat elejtette, a húsát odadobja az ölyveknek. Ezzel szórakozik legszívesebben, és mint mondottam, a hely olyan ápolt és díszes, hogy valóban jó mulatság ott tartózkodni.

   Azonkívül a fallal körülvett parknak egy másik pontján, ahol kies liget van, egy palotát építtetett bambusznádból; leírom, hogy milyet. Az egészet díszes aranyozás borítja, és belső berendezése igen finom. Aranyozott és lakkozott oszlopokon áll, melyeknek mindegyikén arany sárkányalak foglal helyet, farkuk az oszlopokra csavarodik, míg fejük a főgerendát tartja, a karmaik pedig hasonlóképpen kinyúlnak jobbra és balra, és szintén a főgerendát fogják. Kívül-belül minden aranyozott, és állatok meg madarak igen tetszetős, festett képmásaival van tele...”

– Marco Polo utazásai (fordította: Vajda Endre)

## Togon Temür panaszai
Togon Temür, az utolsó Jüan császár panaszait 1368-ban jegyezték le a mongol krónikákban.

„Az én Daidumat, a tökéletes és csodás ékszert

És Xanadum sárga földjét, nyári lakát az ősi kánoknak

Hűvös és kellemes Kaiping Xanadum és kedves Daidum.

A vörös nyúl évében mind elveszítettem”

– Mongol krónikák (nyersfordítás)

## Samuel Purchas
Samuel Purchas (1577? – 1626) a világ országairól szóló, 1614-ben megjelent Pilgrimes című művének harmadik kötetében részletes leírást ad Kínáról, benne Xanaduról is. 1625-ben megjelent a Pilgrimes bővített kiadása. Ez a Marco Polo leírásán alapuló írás ihlette Coleridge híres versét, a Kubla kánt.

## Emlékezete
Mivel Marco Polo beszámolója európai füleknek túlságosan fantasztikus, meseszerű volt, és sokan kételkedtek a beszámoló hitelességében, Xanadu a mesés, egzotikus édeni helyek sorába került. Ennek megfelelően széles körben ihlette meg a művészeket évszázadokon keresztül.
Legismertebbek ezek közül talán Samuel Taylor Coleridge 1797 körül írt Kubla kán című költeménye.

„Kubla kán tündérpalotát

építtetett Xanaduban,

hol roppant barlangokon át

örök éjbe veti magát

az Alph, a szent folyam.”

– Samuel Taylor Coleridge: Kubla kán (fordította: Szabó Lőrinc)

Hatása a popkultúrában is felfedezhető. Ezek közül egyik első, legismertebb talán a Dave Dee, Dozy, Beaky, Mick & Tich együttes 1968-as dala, a The Legend of Xanadu (Xanadu legendája).
A Marco Polo életéről szóló filmeken kívül több film témájaként is felbukkan. Ezek között egyik legismertebb a Gene Kelly és Olivia Newton-John főszereplésével 1980-ban bemutatott Xanadu című film. Benne Olivia Newton-John és az Electric Light Orchestra Xanadu című dala.
Ezeken keresztül mára Xanadu a nagyközönség számára is ismert lett és a kultúra széles területein szétterjedt. Márka és fantázianevekben is számos helyen feltűnik.
2006-ban a Nemzetközi Csillagászati Unió (IAU) a Szaturnusz Titán nevű holdjának egy területét Xanaduról nevezték el.

## Dokumentumfilmek
- Az ősi Kína madártávlatból (Ancient China From Above, három részes angol ismeretterjesztő filmsorozat, 2020, 12 éven felülieknek) 2. Xanadu titkai (Xanadu Misteries) című epizód (60 perc)